# Палеев, Илья Исаакович
Илья́ Исаа́кович Пале́ев (1901, местечко Глуск Бобруйского уезда Минской губернии — август 1970) — доктор технических наук, профессор ленинградского Политехнического института, советский коллекционер живописи.

## Биография
Выходец из еврейского местечка в Белоруссии, города Глуск. В 1912 году был принят в гимназию в Бобруйске, окончил которую уже в качестве Трудовой школы 2-й ступени в 1919 году.
Приехал в Петроград ранней весной 1921 года, чтобы учиться, поступил в Политехнический институт, вначале на кораблестроительный факультет, но затем перешёл на физико-механический. В 1924 году у Палеева появилась семья, с которой он жил в коммуналке.
Закончил Политехнический институт в 1929 году — кафедру теплофизики, был принят в аспирантуру, в 1931 году пошёл туда же работать. Защитил там докторскую диссертацию в мае 1941 года, в июне того же года успел получить отдельную квартиру в ведомственном доме на территории института. В ноябре 1942 г. был утвержден в ученом звании профессора.
В период ВОВ работал в Свердловске, куда был эвакуирован в декабре 1941 года, в Восточном научно-исследовательском институте топливоиспользования заведующим лабораторией мартеновских печей.
Вернувшись в 1944 году в Ленинград и приступил к восстановлению своей кафедры, заведующим которой был избран. В 1944—1970 годы заведовал кафедрой теплофизики в ленинградском Политехническом институте (ныне Санкт-Петербургский государственный технический университет).

### Научная деятельность
Деятельность Палеева охватывала все основные разделы теплофизики и теплотехники — вопросы горения и теплообмена, печную технику, технику и теорию сушки, вопросы новой техники и т. п.
С 1932 года, одновременно с работой на кафедре, руководил отделом промышленных печей в Ленинградском теплотехническом институте, работая с академиком М. В. Кирпичёвым.
В первый период деятельности создал фундаментальный курс по теории печей и сушилок, принял участие в проектирование и запуск многих крупных предприятий по производству огнеупоров. «Характерной особенностью деятельности И. И. Палеева в этот период, как и в течение всей его жизни, была тесная связь теории и практики. Именно с этих позиций довоенные работы Ильи Исаковича были направлены на изучение процессов горения и теплообмена в печах, а также процессов при сушке керамических изделий».
Защитил диссертацию на тему «Динамика сушки керамических изделий» (1941), где был дан детальный анализ физических процессов при сушке, и впервые была введена система критериальной обработки опытных данных по сушке и термовлагообработке керамических изделий, получены обобщенные зависимости, которые были использованы в практических расчетах.
Оказавшись во время войны в Свердловске, где в Восточном научно-исследовательском институте топливоиспользования возглавил лабораторию мартеновских печей, и руководил работами по переводу мартеновских печей на отопление угольной пылью, смолой, пеком и другими заменителями нефтяного топлива, что позволило ряду заводов Урала избежать трудностей топливоснабжения в военное время. За это был награждён орденом «Знак почета» (1945). В научной сфере в этот период он разрабатывал вопросы подобия и моделирования процессов в металлургических печах.
Восстановил кафедру после войны, сформировал её программу.
Совместно с сотрудниками выполнил фундаментальные исследования распыла и механизма горения жидкого топлива. Цикл его работ по исследованию распыла «включал в себя детальный анализ условий распыла, построение критериальной системы обработки опытных данных и проведение большого числа опытов с разными типами форсунок. Полученные данные, как и данные других исследователей, были обобщены в виде критериальных соотношений для процессов распыла. Это было сделано, по существу, впервые (1947—1949 гг.). Проводимые под руководством И. И. Палеева работы по горению жидкого топлива имели принципиальное значение».
Уделял также много внимания изучению горения твёрдых топлив, изучал процессы в газогенераторах, в частности, взаимодействие присадок водяного пара в газогенераторах.
В последний период жизни проводил обширные исследования по тепломассообмену двухфазных потоков. «Впервые (1966 г.) была выдвинута и подтверждена в опытах и теоретических расчётах возможность возникновения кризиса теплообмена из-за высыхания плёнки жидкости на нагреваемой стенке.»
Явился одним из создателей Центрального котлотурбинного института им. И. И. Ползунова в Ленинграде.
Также проводил научные исследования в Институте огнеупоров и в Керамическом институте.

### Семья
- Сын — Владимир Ильич Палеев (р. 1935, Ленинград), сохранил отцовскую коллекцию[3]. Физик-электронщик, кандидат физико-математических наук, всю жизнь работал в Физико-техническом институте им. А. Ф. Иоффе[3]. Имеет сына и внучку.

## Коллекция
Его коллега и сосед профессор Лев Герасимович Лойцянский, занимавшийся коллекционированием, подал ему пример. Первой покупкой в магазине на Невском была акварель К. Гефтлера.
Коллекционировать однако Палеев начал позже, в 1953 году.  Ядро коллекции составили работы мастеров «Союза русских художников», «Мир искусства» и авангарда. «Учителем» в коллекционировании, как и многим другим ленинградцам, ему стал Г. С. Блох.
В коллекцию входит около 80 картин: работы Владимира Лебедева, Роберта Фалька, Кузьмы Петрова-Водкина, Константина Коровина, Зинаиды Серебряковой, Бориса Григорьева (в том числе весьма известный портрет фотографа Мирона Шерлинга), Натана Альтмана, Леонида Чупятова (в том числе «Автопортрет»). По словам сына, его «совершенно не интересовало абстрактное искусство, он его не понимал и не хотел даже понимать», отца «интересовали лишь произведения, соответствующие его собственному вкусу, доставлявшие удовольствие при взгляде на стены квартиры и не вызывавшие активного неприятия у других членов семьи. Он не понимал и не ценил беспредметное искусство в большинстве его проявлений, был равнодушен к разным направлениям абстракционизма. Допускался лишь легкий кубизм».
Уникальный пример ранней ленинградской «профессорской коллекции», сохранившейся до XXI века, после смерти Палеева его вдова и сын приняли решение «законсервировать» коллекцию.
Натан Альтман написал его портрет (1960, собрание семьи). В. Лебедев создал портрет его сына Владимира (1957—1958, собрание семьи).

### Выставки
- «Три петербургские коллекции», ГРМ, 2019[3][8]

## Сочинения
- Рационализация печей керамической промышленности / Л. Г. Вайнруб, В. Д. Моро, И. И. Палеев, З. М. Рутман ; Под ред. И. И. Палеева. — Ленинград ; Москва : Госстройиздат, 1934
- Распыливание жидкости форсунками / Л. А. Витман, Б. Д. Кацнельсон, И. И. Палеев ; Под ред. С. С. Кутателадзе. — Москва ; Ленинград : Госэнергоиздат, 1962
- Теория топочных процессов (1966)
- Моделирование процессов горения газа / И. И. Палеев, А. С. Иссерлин. — Москва, 1970
- Основы термоэлектронного и магнитогидродинамического преобразования энергии / К. М. Арефьев, И. И. Палеев. — Москва : Атомиздат, 1970

## Награды
- Орден «Знак почета»
- Орден Трудового Красного знамени